# Dilara Alijeva
Dilara Alijeva (azerbajdzjanska:  Dilarə Əliyeva), född 14 december 1929 i Tbilisi, Georgiska SSR, Sovjetunionen, död 19 april 1991 i Qakh, Azerbajdzjanska SSR, Sovjetunionen, var en azerisk feminist, författare och politiker.
Dilara Alijeva grundade Azerbajdzjan Föreningen för skydd av kvinnors rättigheter. Hon dog den 19 april 1991 i en bilolycka och begravdes i Baku. En gata i Baku och föreningen namngavs efter henne.